# Cerkiew św. Mikołaja Mokrego w Jarosławiu
Cerkiew św. Mikołaja Mokrego – XVII-wieczna prawosławna cerkiew w Jarosławiu, nad Kotoroślą, jedna ze świątyń w dekanacie jarosławskim centralnym eparchii jarosławskiej Rosyjskiego Kościoła Prawosławnego.

## Historia
Cerkiew została wzniesiona w latach 1665–1672 z fundacji kupców Astafija Łuzina i Andrieja Lemina oraz ludzi posadskich Fiodora Wymorowa i Stiepana Tarabajewa, na miejscu dwóch starszych drewnianych budowli sakralnych. Fundatorzy życzyli sobie, by świątynia połączyła najpiękniejsze elementy dwóch nieco starszych jarosławskich cerkwi – św. Jana Chryzostoma w słobodzie Korowniki oraz św. Eliasza. Okazało się jednak, że realizacja tego zamiaru jest niemożliwa, jako że świątynie te zbyt poważnie się różniły w rozplanowaniu – cerkiew św. Jana Chryzostoma zaprojektowano w oparciu o zasadę symetrii, zupełnie inaczej, niż drugi z wymienionych obiektów sakralnych. Cerkiew św. Mikołaja jest również wyraźnie mniejsza i nie może być przez to tak monumentalna, jak cerkiew w Korownikach. Bezpośrednio po zakończeniu prac budowlanych, w 1673, w cerkwi wykonano freski. Głównym tematem kompozycji na północnej i południowej ścianie cerkwi był żywot św. Mikołaja z Miry, natomiast na ścianie zachodniej umieszczono kompozycję przedstawiającą Sąd Ostateczny.
W 1686 do cerkwi św. Mikołaja dobudowano drugą świątynię, w której nabożeństwa odbywały się w miesiącach letnich i jesiennych. Jej patronką została Tichwińska Ikona Matki Bożej. 
W 1929 obie połączone cerkwie zostały zamknięte i zaadaptowane na magazyn. Rosyjski Kościół Prawosławny odzyskał je w 1992. Świątynie zostały odremontowane i przywrócone do użytku liturgicznego.

## Architektura
Cerkiew nie posiada podkletu, otoczona jest z trzech strony jednokondygnacyjnymi galeriami, do których pierwotnie prowadziły trzy ganki. W północno-zachodnim narożniku budowli znajduje się zwieńczona dachem namiotowym dzwonnica. Inspiracją dla jej wyglądu były dzwonnice cerkwi św. Eliasza oraz Narodzenia Pańskiego w Jarosławiu. Świątynia posiada trzy ołtarze, dwa boczne usytuowane są na końcach galerii; są one poświęcone odpowiednio św. Barbarze i św. metropolicie kijowskiemu Aleksemu i również zwieńczone dachami namiotowymi. W ten sposób budowniczowie uzyskali podobny jak w cerkwi Wspomnienia Świętych Drzew Krzyża Pańskiego efekt oflankowania elewacji północnej dwoma tego typu dachami. Zwieńczona jest pięcioma cebulastymi kopułami.  
Wyróżniającą cechą cerkwi są wykonane w latach 1680–1690 ceramiczne dekoracje na elewacjach budynku, w szczególności zdobione wielokolorowymi ceramicznymi płytkami obramowania okien absyd oraz przedsionka w cerkwi Tichwińskiej Ikony Matki Bożej. Pierwotnie tak zdobiony przedsionek znajdował się również w cerkwi św. Mikołaja Mokrego.